# Augacephalus
Genre
Augacephalus est un genre d'araignées mygalomorphes de la famille des Theraphosidae.

## Distribution
Les espèces de ce genre se rencontrent en Afrique australe et en Afrique de l'Est.

## Liste des espèces
Selon World Spider Catalog (version 14.0, 2013) :
- Augacephalus breyeri (Hewitt, 1919)
- Augacephalus ezendami (Gallon, 2001)
- Augacephalus junodi (Simon, 1904)

## Publication originale
- Gallon, 2002 : Revision of the African genera Pterinochilus and Eucratoscelus (Araneae, Theraphosidae, Harpactirinae) with description of two new genera. Bulletin of the British Arachnological Society, vol. 12, no 5, p. 201-232 (texte intégral).